# التهاب زليلي عابر
التهاب زليلي عابر في الورك (يدعى أيضًا التهاب زليلي سام)، هي حالة حادة لذاتها حيث يحدث التهاب في الخط الداخلي (الغشاء الزلالي) في محفظة المفصل الوركي. يشير مصطلح الورك الهيوج إلى متلازمة ألم حاد في الورك والكزازة والعرج أو عدم تحمل المشي على الساق دالةً على حالة ضمنية مثل التهاب الزليل أو عدوى متعلقة بجراحة العظم التقويمية (مثل التهاب المفاصل الإنتاني أو التهاب العظم والنقي).
إلا أن مصطلح الورك الهيوج يستخدم بشكل يومي في الممارسة السريرية للإشارة إلى حالة التهاب الزليل العابر، ويتوجب عدم لغطها بحالة عرق النسا، وهي حالة تصف ألمًا في الورك والقسم السفلي من الظهر وتعد أكثر شيوعًا بين البالغين، لكنها تتماثل معها بالعلامات والأعراض.
يصاب عادةً الأطفال بين الثلاث والعشر سنوات بالتهاب الزليل (إلا أن بعض التقارير أفادت حالة لإصابة طفل بعمر الثلاثة أشهر وبعض البالغين). يعد ذلك السبب الأشيع لألم الورك والطرف المفاجئ عند الأطفال الصغار. يزيد تواتر إصابة الصبية ضعفين إلى أربعة أضعاف إصابة الفتيات، وبينما لا يكون السبب المحدد معلومًا. قد تكون الإصابة بمرض فيروسي مؤخرًا (بشكل أكثر شيوعًا عدوى الجهاز التنفسي العلوي) أو رض من الأحداث المسببة للمرض، بالرغم من بلوغ نسب هذه الحالات 30% و5% على التوالي.
يشخص التهاب الزليل العابر بالاستبعاد، يمكن إجراء التشخيص في الحالة النموذجية من ألم أو عرج الطفل الذي لا يبدو عمومًا على ما يرام ولم يتعرض مؤخرًا إلى أي رض، حيث يكون مجال حركة مفصل الورك محدودًا. قد تظهر اختبارات الدم التهابًا خفيفًا، كما قد يظهر تخطيط الصدى للمفصل الوركي انصباب سوائل (تدفق). يكون العلاج بالأدوية اللا ستيرويدية المضادة للالتهاب والمشي المحدود على الساق. تتحسن الحالة عادةً تلقائيًا خلال سبعة إلى عشرة أيام، لكن تستمر الأعراض عند مجموعة صغيرة من المرضى لمدة أسابيع. يتراوح معدل النكس بين 4% و17%، والذي يظهر غالبًا خلال الأشهر الستة الأولى.

## الأعراض والعلامات
يسبب التهاب الزليل العابر ألمًا في الورك والفخذ والمغبن والركبة في المواقع المصابة. قد تترافق الحالة مع عرج (أو خدر غير طبيعي عند الأطفال) مع أو دون ألم. عند الأطفال الصغار، يمكن أن تكون الشكوى المستعلنة بكاء غير مفسر (على سبيل المثال عند تغيير الحفاظ). غالبًا ما تقتصر الإصابة على جانب واحد. يتراوح الألم والعرج بين الخفيف والشديد.
يمكن أن ترتفع الحرارة بشكل طفيف عند بعض الأطفال، بينما تشير الحمى والتوعك العام إلى حالات أخرى أكثر جدية. في الفحص الجسمي، عادة يكون ورك الطفل منحنيًا قليلًا ومفتولًا للخارج بعيدًا عن الخط الناصف (الثني للخلف والفتل للخارج وبعيدًا). قد تكون الحركة الفاعلة والمنفعلة محدودة بسبب الألم بشكل خاص في إبعاد الساق والفتل للداخل، كما قد يكون الورك لينًا بالجس.
ينطوي اختبار فتل الساق (log roll) على فتل الطرف السفلي كاملًا بلطف إلى الداخل والخارج بينما يكون المريض بوضعية الاستلقاء، لتحديد متى يحدث التشنج العضلي. يكون الورك غير المصاب والركبة والقدم والعمود الفقري طبيعيًا.

### مضاعفات
في السابق، كانت هناك تخمينات حول المضاعفات التي قد تحدث بعد التهاب الزليل العابر، فيما يشير الإجماع الحالي إلى عدم وجود دليل على اختطار متزايد من المضاعفات بعد الإصابة. من بين المضاعفات المخمنة الورك الكبيرة، وهي حالة نمو زائد في رأس الفخذ وتوسع في عنق الفخذ، مصحوبًا بتغيرات في الحُقّ، الأمر الذي يؤدي إلى خلع جزئي في عظم الفخذ.
كان هناك جدال حول ما إذا كان بإمكان الضغط داخل المفصلي المستمر في حالة التهاب الزليل العابر أن يسبب تنخرًا لا وعائيًا في رأس الفخذ (متلازمة ليغ- كالفيه- بيرثيز)، إلا أن الدراسات الأعمق حول الموضوع لم تأكد أي صلة بين الحالتين.  

## التشخيص
لا توجد معايير معينة للتشخيص عند الشك بالتهاب الزليل العابر، وبالتالي تعتمد كمية التحريات على الحاجة إلى استبعاد الأمراض الأخرى الأكثر خطورة.
قد ترتفع المعالم الالتهابية بشكل طفيف في الدم (وتضم سرعة ترسب الدم، البروتين المتفاعل C، تعداد الكريات البيض)، إلا أن ارتفاع الواسمات الالتهابية يعد مؤشرًا قويًا على حالات أخرى أكثر خطورة مثل التهاب المفاصل الإنتاني.
تكون صورة الورك بالأشعة السينية في غالب الأحيان عادية. تضم العلامات التصويرية الدقيقة ظلًا بارزًا أو شديدًا محيطًا بالمحفظة، توسعًا في الفراغ المفصلي المتوسط، انزياحًا جانبيًا في مشاشة العظم الفخذي مع تملّس السطح (علامة والديستورم)، ظلًا سداديًا بارزًا، انحسار النسج الرخوة المحيطة بمفصل الورك أو نقص تمعدن خفيف في عظم الفخذ القريب.
يعود السبب الرئيس وراء الفحص التصويري إلى استبعاد الآفات العظمية مثل الكسور الخفية، انزياح مشاشة عظم الفخذ، أورام العظم (مثل ورم العظمانيات). ينصح بإجراء صورة بالوضعية الأمامية الخلفية والجانبية بوضعية الضفدع للحوض والوركين.
يبين تخطيط صدى الورك بسهولة السوائل في المحفظة المفصلية (علامة الفويلة)، بالرغم من عدم ظهورها دائمًا في التهاب الزليل العابر. من ناحية أخرى، لا يمكن لتلك الطريقة أن تميز على نحو موثوق بين التهاب المفاصل الإنتاني والتهاب الزليل العابر. في حال الحاجة إلى استبعاد التهاب المفاصل الإنتاني، يمكن إجراء خزعة بالإبرة للسائل بتوجيه من الموجات فوق الصوتية، فيكون السائل في حالة التهاب الزليل العابر رائقًا، بينما يوجد قيح في المفصل في حالة التهاب المفاصل الإنتاني، والتي يمكن إجراء اختبار زرع وحساسية تجاه المضادات الحيوية عليها.
تُستخدم تقنيات تصويرية أكثر تطورًا في حال كانت الصورة السريرية غير واضحة، ويبقى دور أشكال التصوير المختلفة غير مؤكد. تظهر بعض الدراسات نتائج تصوير بالرنين المغناطيسي والتي بإمكانها التمييز بين التهاب المفاصل الإنتاني والتهاب الزليل العابر (على سبيل المثال، شدة الإشارة لنخاع العظم القريب).
تبدو صورة الأشعة الملونة طبيعية تمامًا في حالة التهاب الزليل العابر، بينما لا تميز نتائج التصوير الومضي التهاب الزليل العابر عن باقي الحالات المفصلية عند الأطفال. لا يبدو التصوير المقطعي المحوسب مفيدًا.

### التشخيص التفريقي
يعود سبب الألم داخل أو حول الورك مع/ أو العرج عند الأطفال إلى عدد كبير من الحالات. ويكون تمييز التهاب المفاصل الإنتاني التشخيص التفريقي الأهم، لأن بإمكانه أن يسبب أذية سريعة غير عكوسة لمفصل الورك.
تشير الحمى وارتفاع الواسمات الالتهابية وفحوصات الدم بالإضافة إلى الأعراض الشديدة (عدم تحمل المشي على الساق، تشنج عضلي ملحوظ) إلى حالة التهاب مفاصل إنتاني. لكن يبقى من الضروري الشك حتى في حال غياب هذه العلامات. كما يمكن أن يسبب التهاب العظم (إصابة في النسيج العظمي) ألمًا وعرجًا.
قد تسبب الكسور العظمية مثل كسور الأطفال (كسر في العظم النخاعي، كسر محلزن في قصبة الساق) أيضًا ألمًا وعرجًا، لكن لا تكون شائعة في منطقة الورك، كما تكون إصابات النسج الرخوة واضحةً في حال وجود كدمات. يمكن أن تتقبض العضلات أو الأربطة عند إصابتها خلال النشاط الفيزيائي العنيف. من ناحية أخرى، من الضروري عدم تفويت حالة انزياح مشاشة العظم الفخذي للأعلى.
يحدث عادةً تنخر لا وعائي في رأس عظم الفخذ (متلازمة ليغ- كالفيه- بيرثيز) عند الأطفال الذين تتراوح أعمارهم بين 4 و8 سنوات، وتكون أكثر شيوعًا عند الصبية. قد يظهر تخطيط الصدى انصبابًا مشابهًا لحالة التهاب الزليل العابر.
يمكن أن تظهر الحالات العصبية مع عرج، وفي حال غياب خلل التنسج الوركي الخلقي المترقي في مراحل الحياة المبكرة، قد يظهر لاحقًا في هذه الهيئة. قد تسبب أمراض في الأعضاء الحشوية ألمًا في الفخذ (مثل الخراج القطني) أو أمراض الخصية. تتخفى بشكل نادر حالة روماتيزمية (التهاب مفصلي روماتويدي يفعي، داء لايم، التهاب المفصل السيلاني) أو سرطان العظم.

## العلاج
يتضمن العلاج الراحة وعدم المشي على الساق والعلاج بالمسكنات عند الحاجة. أظهرت دراسة صغيرة أن الأدوية اللا ستيرويدية مضادة للالتهاب كالإيبوبروفين بإمكانها أن تقصر من فترة الإصابة بالمرض (من 4.5 إلى 2 يومًا) وتؤمن سيطرة على الألم بأقل قدر من التأثيرات الجانبية (بشكل أساسي اضطرابات هضمية). في حال ظهور حمى أو أعراض ينبغي أخذ تشخيصات أخرى بعين الاعتبار.